# پل تیلور (فیلسوف)
پل دبلیو. تیلور (به انگلیسی: Paul W. Taylor)، (زاده ۱۹ نوامبر ۱۹۲۳ – درگذشته ۱۴ اکتبر ۲۰۱۵) فیلسوف آمریکایی بود که به‌خاطر فعالیت‌هایش در زمینه اخلاق زیست‌محیطی شناخته شده‌است.

## زندگی‌نامه
نظریه زیست‌محوری تیلور، که با بوم‌شناسی ژرف‌نگر مرتبط است، اما مشابه آن نیست، در کتاب احترام به طبیعت: نظریه‌ای از اخلاق محیطی در سال ۱۹۸۶ توضیح داده شد و در دوره‌های دانشگاهی دربارهٔ اخلاق زیست‌محیطی تدریس شده‌است. تیلور به مدت چهار دهه در کالج بروکلین، دانشگاه شهری نیویورک به تدریس فلسفه پرداخت و در زمان مرگش استاد ممتاز آن‌جا بود.

## احترام به طبیعت
احترام به طبیعت یکی از کامل‌ترین و پیچیده‌ترین دفاع‌ها، از رویکرد زندگی‌محور (زیست‌محور) به طبیعت در نظر گرفته می‌شود. در این اثر، تیلور با زیست‌مرکزی‌ها موافق است که همه موجودات زنده، اعم از گیاهان و جانوران، ارزش ذاتی دارند و سزاوار توجه و توجه اخلاقی هستند. او به‌طور رادیکال‌تر، برتری انسان را انکار می‌کند و استدلال می‌کند که همه موجودات زنده دارای ارزش ذاتی یکسانی هستند. تیلور با درک این موضوع که منافع انسان به‌طور اجتناب‌ناپذیری با منافع گیاهان و جانوران در تضاد است، انواع اصول اولویت را برای حل عادلانه چنین تعارض‌هایی با دقت مطرح کرده و از آن‌ها دفاع می‌کند.
نظریه جدید تیلور در مورد محیط‌زیست‌گرایی مبتنی بر «دیدگاه زیست‌محوری» در تقابل با گونه‌گرایی مورد استفاده قرار گرفت. نظریه او از چهار عقیده حمایت می‌کند: این‌که انسان‌ها اعضای برابر جامعه حیات زمین هستند، این‌که انسان‌ها و اعضای دیگر گونه‌ها به یکدیگر وابسته هستند، که «همه موجودات مراکز غایت‌شناختی حیات هستند به این معنا که هر یک فردی منحصربه‌فرد است که به شیوه خودش به‌دنبال خیر خود است.» و این‌که «انسان ذاتاً برتر از سایر موجودات زنده نیست».
دیدگاه زیست‌مرکزی تیلور بر «بی‌طرفی گونه‌ها» تأکید می‌کند و به همین دلیل گفته می‌شود که توجیهی برای احترام به طبیعت ارائه می‌کند، از جمله این که حیوانات و گیاهان وحشی «ارزش ذاتی» دارند و بنابراین سزاوار احترام اخلاقی هستند، بنابراین نباید «آسیب ببینند». انسان در طبیعت مداخله کرده‌است، درحالی‌که با چیزهای دیگر برابر است».
تیلور استدلال می‌کرد که انسان‌ها باید با ارگانیسم‌های غیرانسانی بر اساس چهار قانون هدایت‌شده رفتار کنند: قاعده عدم شرارت، قانون عدم مداخله، قاعده وفاداری و قانون عدالت جبران‌کننده. این چهار قانون انسان را از آسیب رساندن به موجودات زنده در محیط طبیعی بدون دلیل موجه منع می‌کند. تیلور اعتراف کرد که هیچ‌یک از چهار قانون مطلق نیستند و «اصول اولویت» را برای رسیدگی به درگیری‌ها ارائه کرد. برای مثال، اصل دفاع شخصی او به انسان‌ها اجازه می‌دهد تا با از بین بردن ارگانیسم‌های تهدیدکننده زندگی از خود محافظت کنند، و اصل حداقل اشتباه او به انسان‌ها اجازه می‌دهد تا تنها در شرایطی که اشتباهات انجام‌شده را به حداقل برسانند، منافع غیراساسی خود را بر منافع اساسی حیوانات و گیاهان پیش ببرند. به غیر انسان‌ها اصل عدالت جبرانی او مستلزم آن است که حیوانات و گیاهان برای هر آسیبی که به آن‌ها وارد می‌شود، نوعی غرامت دریافت کنند.
تیلور منتقد حقوق حیوانات بود و معتقد بود که فقط انسان‌ها از حقوق اخلاقی برخوردارند. او استدلال می‌کرد که حیوانات و گیاهان نمی‌توانند حقوقی داشته باشند، زیرا فاقد ظرفیت‌های خاصی برای اعمال آن هستند. با وجود این، دیدگاه زیست‌مرکزی او اظهار داشت که انسان‌ها برتر از حیوانات یا گیاهان وحشی نیستند و همه دارای ارزش ذاتی هستند.
چاپ بیست و پنجم این کتاب در سال ۲۰۱۱ با پیش‌گفتار جدیدی توسط دیل جیمیسون منتشر شد.

## بازخورد
کریستین شریدر فرشت نوشت که تیلور با مفاهیم دیدگاه زیست‌مرکزی و ارزش ذاتی خود، زمینه‌های جدیدی را در اخلاق زیست‌محیطی گشود و گفت «پیچیده‌ترین نظریه‌ای است که دربارهٔ اخلاق زیست‌محیطی که تا به حال عنوان شده» البته او به اشکالات مختلفی در نظریه او نیز اشاره کرد.
شریدر فریشت گفت که مشکلی در چشم‌انداز زیست‌محوری تیلور وجود دارد، و آن دادن «ارزش ذاتی» به همه حیوانات، انسان‌ها و گیاهان است که برای هر کنترل یا نفوذی که بر زندگی این گونه‌ها تأثیر می‌گذارد، نیاز به جبران را تعیین کرده‌است. او اظهار داشت که «اگر هرکسی به هر موجود زنده دیگری تعهدی برای جبران خسارت داشته باشد، پس اعمال اخلاق تیلور پیچیده، دست‌وپاگیر و غیرقابل اجرا خواهد بود. هر کدام از ما به‌تنهایی صدها تعهد متضاد برای غرامت خواهیم داشت». شریدر فریشت همچنین به مشکل عدم انسجام در ادعای تیلور اشاره کرد که فقط انسان‌ها از حقوق اخلاقی برخوردارند زیرا او استدلال کرد که منافع انسان‌ها و غیرانسان‌ها «باید به‌طور یکسان در نظر گرفته شود» و این‌که انسان‌ها برتر از سایر جانداران نیستند.
فیلسوف لوئیس جی لومباردی به موضع عجیب تیلور در مورد حقوق اشاره کرد، زیرا او برتری انسان را بر حیوانات و گیاهان انکار می‌کرد اما حقوق اخلاقی را برای انسان محدود می‌کرد.

## آثار برگزیده
- گفتمان هنجاری (پرنتیس هال، ۱۹۶۱؛ چاپ گرینوود، ۱۹۷۳، ۱۹۷۶)
- اصول اخلاق: مقدمه (دیکنسون، ۱۹۷۵؛ وادزورث، ۱۹۸۰)
- در دفاع از زیست مرکزی (اخلاق زیست‌محیطی, ۱۹۸۳)
- آیا انسان از حیوانات و گیاهان برتر است؟ (اخلاق زیست‌محیطی، ۱۹۸۴)
- احترام به طبیعت: نظریه‌ای از اخلاق زیست‌محیطی(انتشارات دانشگاه پرینستون، ۱۹۸۶)
- ارزش ذاتی و حقوق اخلاقی (مونیست، ۱۹۸۷)